# 北翔会
北翔会グループ（ほくしょうかい、英：Hokushokai Group）は、医療法人北翔会などを中心とした北海道岩見沢市の民間医療グループである。グループ全体の従業員数は665名である。（札幌市、青森県、栃木県、東京都などにある同名の法人はこのグループとは無関係である。）

## 沿革
1988年（昭和63年）、医師一岡義章が開設した一岡整形外科医院開設（現在の6条整形外科クリニック）をはじまりとする。医療法人北翔会はその翌年に設立され、その後は北海道を中心に次々に病院や各種医療施設を設立。関連法人に社会福祉法人翔陽会がある。

### 年表
- 昭和63年2月　一岡整形外科医院開設
- 平成元年3月　医療法人北翔会設立（理事長一岡義章）
- 平成元年4月　岩見沢整形外科病院開設（60床）一岡整形外科医院を6条整形外科クリニックに名称変更
- 平成4年1月　医療法人宗仁会と合併
- 平成4年9月　介護老人保健施設北翔館　開設（平成27年現在150床）
- 平成4年10月　朝日病院廃止　朝日医院　開設
- 平成5年2月　岩見沢整形外科病院を岩見沢整形外科内科病院へ名称変更　岩見沢整形外科内科病院（60床⇒100床）増床
- 平成6年12月　岩見沢整形外科内科病院（100床⇒99床）減床
- 平成8年4月　朝日医院通所リハビリテーション開始
- 平成8年6月　訪問看護ステーションあやめ開設
- 平成9年10月　介護老人保健施設札幌北翔館そとこと開設
- 平成12年4月　岩見沢居宅介護支援事業所開設
- 平成12年11月　6条整形外科クリニック通所リハビリテーション開設
- 平成14年8月　ヘルパーステーションひまわり開設
- 平成15年4月　介護プランセンターほろむい開設
- 平成16年5月　デイサービスセンター翔　開設
- 平成16年9月　岩見沢整形外科内科病院を岩見沢北翔会病院に名称変更
- 平成18年6月　介護老人保健施設　豊平北翔館豊翔の郷開設
- 平成19年4月　岩見沢市地域包括支援センターほろむい開設
- 平成19年12月　ケアマネセンター北翔会開設
- 平成23年6月　介護老人保健施設　清田北翔館まいあの里開設
- 平成27年10月　岩見沢市南地区地域包括支援センター開設

## 理念

### 理念
全人的観点から、地域の皆様にとって、最良の医療、保健、福祉サービスを提供します。